# Solanum pyracanthos
Solanum pyracanthos Lam., noto anche come pomodoro porcospino, è un arbusto sempreverde della famiglia delle Solanaceae, originario del Madagascar.
La pianta contiene alcaloidi tropanici tossici nelle foglie, nello stelo e nei frutti e pertanto è da considerarsi pericolosa per l'uomo.

## Descrizione

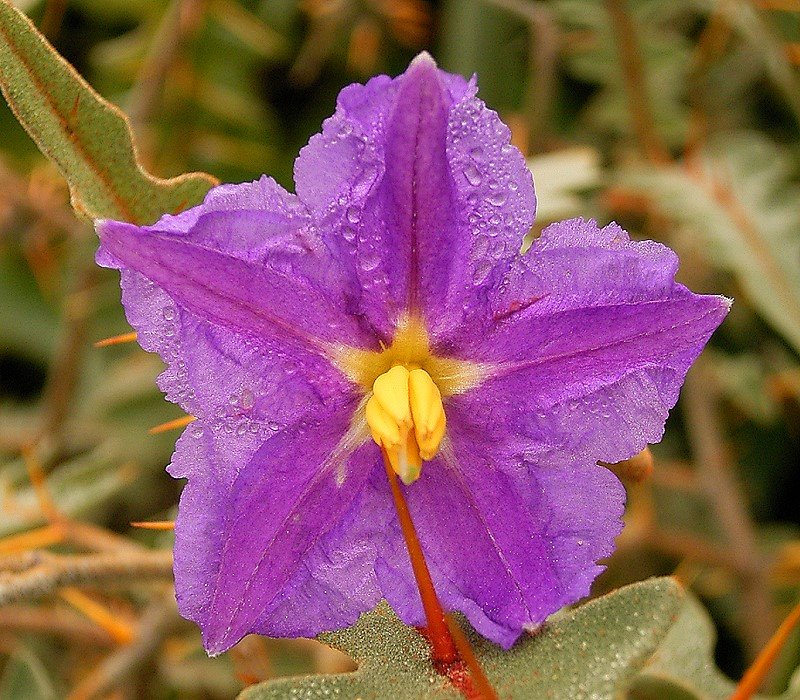
Fiore di S. pyracanthos

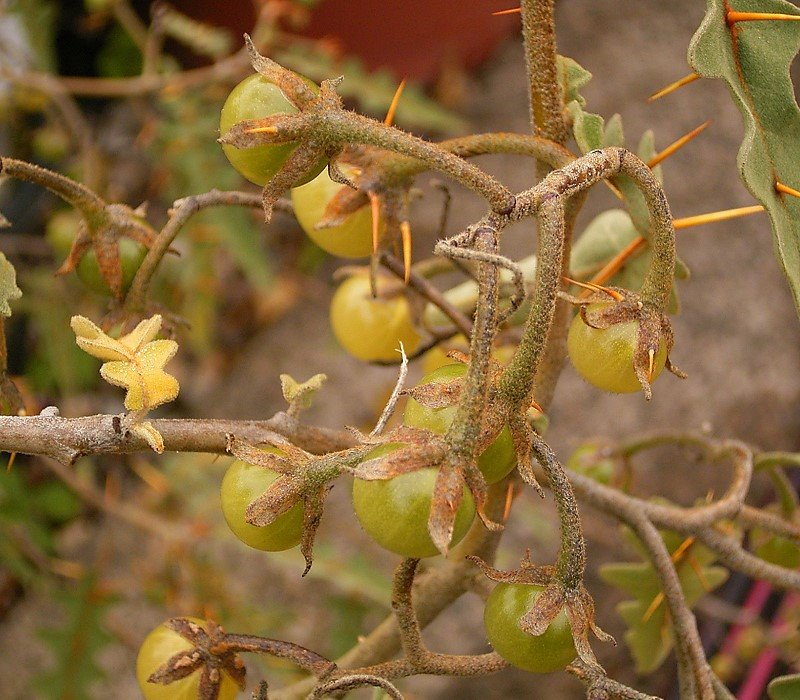
Frutti di S. pyracanthos

La caratteristica più distintiva di S. pyracanthos è forse la profusione di dure spine dritte di colore arancione brillante che occupano gli steli e le foglie della pianta, conferendole un aspetto minaccioso. Le spine sono presenti in modo uniforme su tutta la pianta e si sviluppano chiaramente dai tricomi pelosi che ne ricoprono le foglie e gli steli. L'arbusto raggiunge altezze comprese tra 0,3 m e 1,5 m, sebbene i coltivatori ornamentali abbiano segnalato una crescita più alta. La pianta non è resistente al freddo e muore se esposta a temperature inferiori allo zero per più di una settimana, anche se le piante che muoiono durante l'inverno possono ricrescere durante lunghi periodi di caldo. Le foglie pennate e lobate sono lunghe 6-21 cm e la pianta fiorisce tutto l'anno con grappoli di piccole infiorescenze viola a forma di stella, seguite da frutti giallo-verdastri delle dimensioni di una biglia.

## Coltivazione
Solanum pyracanthos è una pianta ornamentale coltivata in tutto il mondo. Richiede acqua e sole moderati, un clima caldo e un terreno da moderatamente acido a moderatamente alcalino. La pianta produce molti semi e pertanto deve essere maneggiata con cura, poiché le nuove piantine crescono aggressivamente e producono immediatamente le loro grandi spine.